# Open Quimper Bretagne Occidentale 2015
L'Open Quimper Bretagne Occidentale 2015 è stato un torneo di tennis facente parte della categoria ATP Challenger Tour nell'ambito dell'ATP Challenger Tour 2015. È stata la 5ª edizione del torneo che si è giocato a Quimper in Francia dal 2 all'8 marzo 2015 su campi in cemento indoor e aveva un montepremi di 42 500 €+H.

## Partecipanti

### Teste di serie
| Nazionalità | Giocatore         | Ranking* | Testa di serie |
| ----------- | ----------------- | -------- | -------------- |
| Uzbekistan  | Farrukh Dustov    | 98       | 1              |
| Francia     | Kenny de Schepper | 103      | 2              |
| Germania    | Andreas Beck      | 114      | 3              |
| Francia     | Benoît Paire      | 118      | 4              |
| Ucraina     | Illya Marchenko   | 127      | 5              |
| Estonia     | Jürgen Zopp       | 157      | 6              |
| Regno Unito | Liam Broady       | 181      | 7              |
| Italia      | Matteo Viola      | 193      | 8              |

- Ranking al 23 febbraio 2015.

### Altri partecipanti
I seguenti giocatori hanno ricevuto una wild card per il tabellone principale:
- Grégoire Barrère
- Kenny de Schepper
- Maxime Teixeira
- Martin Vaïsse

I seguenti giocatori sono passati dalle qualificazioni:
- Teri Groll
- Edward Corrie
- Calvin Hemery
- Daniel Brands

I seguenti giocatori sono entrato in tabellone come lucky loser:
- Andrés Artuñedo Martínavarro
- Sébastien Boltz
- Élie Rousset

Il seguente giocatore è entrato in tabellone special exempt:
- Andriej Kapaś

## Punti e montepremi
| Torneo    | Torneo              | V     | F     | SF    | QF    | 2T  | 1T  | Q | Q2 | Q1 |
| Singolare | Punti               | 90    | 55    | 33    | 17    | 8   | 0   | 5 | –  | –  |
| Singolare | Premi in denaro (€) | 6 150 | 3 600 | 2 130 | 1 245 | 730 | 440 | – | –  | –  |
| Doppio    | Punti               | 90    | 55    | 33    | 17    | –   | 0   | – | –  | –  |
| Doppio    | Premi in denaro (€) | 2 650 | 1 500 | 920   | 540   | –   | 310 | – | –  | –  |

## Campioni

### Singolare
Benoît Paire ha sconfitto in finale  Grégoire Barrère con il punteggio di 6–4, 3–6, 6–4.

### Doppio
Flavio Cipolla /  Dominik Meffert hanno sconfitto in finale  Martin Emmrich /  Andreas Siljeström con il punteggio di 3–6, 7–6(5), [10–8].